# Dragomir Dujmov
Dragomir Dujmov (Szentes, Mađarska, 17. ožujka 1963. je srpski književnik iz Mađarske. Piše pjesme, romane, pripovijetke, eseje, studije i libreta i bavi se prevođenjem.
Rodio se u gradiću Szentesu u Čongradskoj županiji u jugoistočnoj Mađarskoj.
Djetinjstvo je proveo u Kaćmaru, selu u mađarskom dijelu Bačke. Prema obiteljskoj usmenoj predaji, njegovi su predci došli u Ugarsku iz Mostara bježeći od Turaka 1687. godine. 
Studirao je na sveučilištu u Novom Sadu, gdje je 1989. diplomirao na Filozofskom fakultetu jugoslavenske književnosti i srpski jezik. Od iste godine radi kao profesor u Srpskoj gimnaziji u Budimpešti. Uređuje dječju rubriku u Srpskim narodnim novinama. 
Dujmov pripada srednjem naraštaju srpskih književnika u Mađarskoj, iste generacije koja je bila kritizirana zbog toga što se još u vrijeme "antibirokratske revolucije" Slobodana Miloševića i proslave Kosovske bitke solidarizirala s velikosrpskim pokretom u Srbiji, jer "Ni jedan redak iz pisaca i novinara, pripadnika te narodnosti, nije govorio suprotno.".

## Djela
- Generacijska antologija, zbirka pjesama, Pečuh, 1991. (zajednička zbirka pjesama s hrvatskim pjesnikom iz Mađarske, gimnazijskim kolegom Stjepanom Blažetinom (Blažetinov dio knjige je naslovljen Krhotine; dio knjige Dragomira Dujmova nosi naslov Pesme/Pjesme)[1]
- Sunce se nebom bori (Budimpešta, 1992.) - pjesme
- Nemir boja (Budimpešta, 1997.) - pjesme
- Pastir vukova - Sveti Sava (Budimpešta, 1994.) - libreto za rock-operu
- Meridijani (Budimpešta, 2000.) - pjesme
- Beli putevi (Budimpešta, 2000.) - roman
- Zgužvano doba (Budimpešta, 2002.) - pripovijetke
- Voz savesti (Budimpešta, 2005.) - roman
- Prevoznik tajni (Budimpešta, 2005.) - pripovijetke
- Čuvar peštanskog kandila (Budimpešta, 2005.) - eseji
- Raskršće (Budimpešta, 2006.) - roman
- Budimske priče (Budimpešta, 2007.) - pripovijetke
- Zaboravljeni srpski listovi u Budimpešti 1866-1918 (Budimpešta, 2007.) - studija
- Santovački letopis sa dopunom (Budimpešta, 2010.) - studija
- Hram svetog Velikomučenika Georgija u Budimpešti (Budimpešta, 2011.) - studija
- Budimpeštom srpski znamen (Budimpešta, 2012.) - studija
- Vreme mesečarenja (Budimpešta, 2014.) - roman
- Ogledalo od zelenog jaspisa (Budimpešta, 2015.) - roman
- Sablja u jeziku (Budimpešta, 2016.) - roman
- Jesejevo stablo (Budimpešta, 2017.) - roman
- Pod nebom boje purpura (Budimpešta, 2018.) - roman
- Baranjski glasnik (Budimpešta, 2018.) - studija
- Kad na nebu zacari uštap (Budimpešta, 2020.) - roman